# Borda (cràter)
Borda és un cràter de la Lluna que està situat entre Santbech al nord-nord-oest i Reichenbach lleugerament més allunyat, al sud-sud-est.

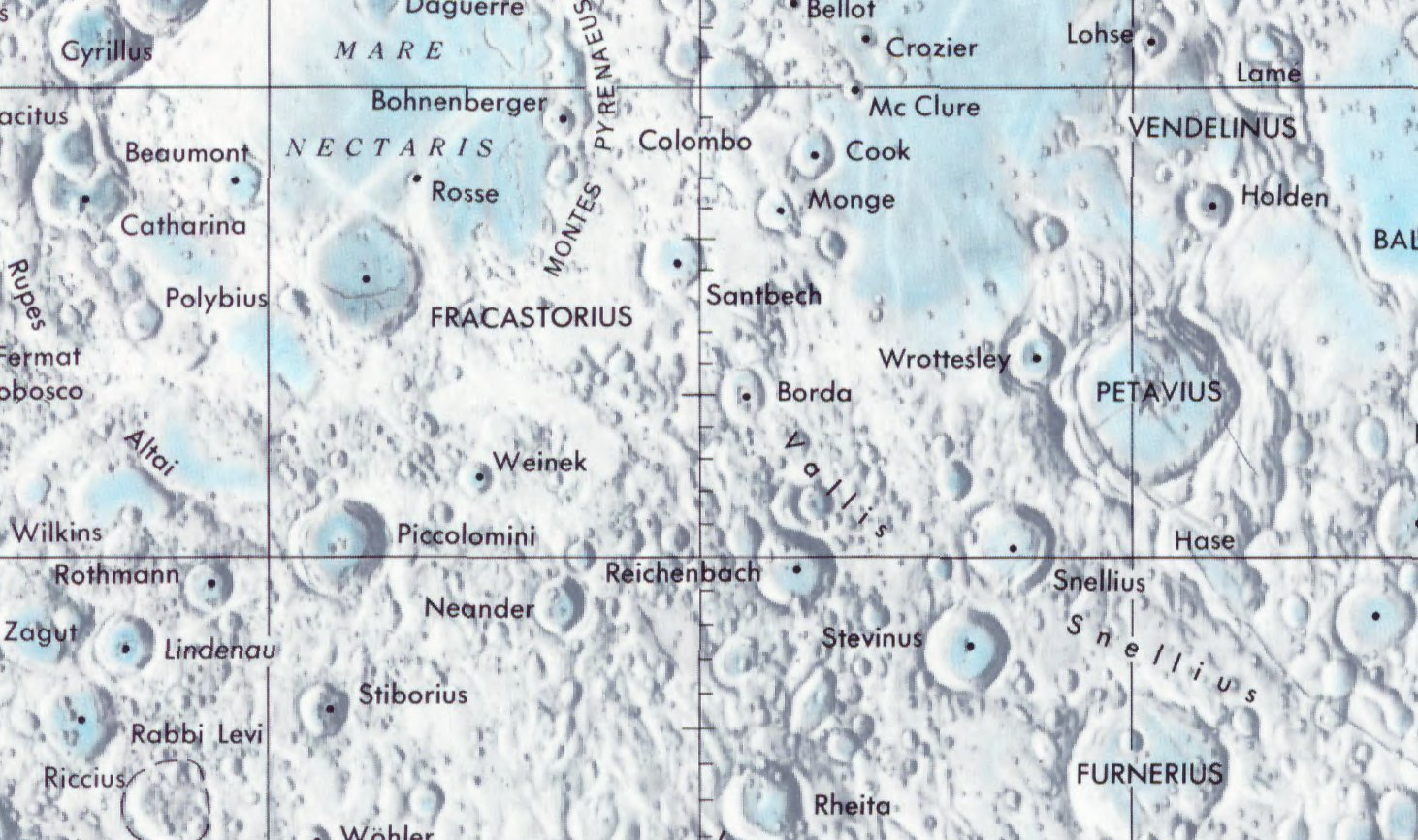
Localització de Borda (centre de la imatge)
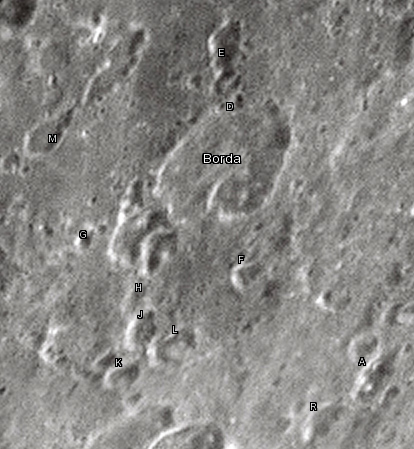
Cràters satèl·lit

Té una vora baixa interrompuda en el seu costat sud-est per un cràter més petit, i per un altre cràter també petit al llarg del seu costat sud-oest. Així mateix, hi ha una esquerda irregular al llarg de la seva cara nord-oest. Hi ha una cimera en el punt central de la seva plataforma.

## Cràters satèl·lit
Per convenció aquests elements són identificats en els mapes lunars posant la lletra en el costat del punt central del cràter que està més proper a Borda.
| Borda | Coordenades                            | Diàmetre |
| ----- | -------------------------------------- | -------- |
| A     | 26° 52′ S, 50° 48′ E / 26.87°S,50.8°E  | 18,4 km  |
| D     | 24° 34′ S, 46° 07′ E / 24.57°S,46.12°E | 5,4 km   |
| E     | 24° 01′ S, 45° 29′ E / 24.01°S,45.48°E | 11,9 km  |
| F     | 26° 11′ S, 47° 53′ E / 26.19°S,47.89°E | 10,0 km  |
| G     | 26° 19′ S, 45° 19′ E / 26.31°S,45.31°E | 6,5 km   |
| H     | 26° 44′ S, 46° 35′ E / 26.74°S,46.59°E | 10,8 km  |
| J     | 27° 01′ S, 46° 58′ E / 27.02°S,46.97°E | 15,0 km  |
| K     | 27° 32′ S, 47° 08′ E / 27.54°S,47.14°E | 12,3 km  |
| L     | 27° 04′ S, 47° 38′ E / 27.06°S,47.63°E | 12,7 km  |
| M     | 25° 26′ S, 43° 55′ E / 25.43°S,43.91°E | 13,9 km  |
| R     | 27° 26′ S, 50° 32′ E / 27.43°S,50.53°E | 14,4 km  |